# Эмма (фильм, 1948)
«Э́мма» (англ. Emma) — экранизация романа Джейн Остин «Эмма» компанией BBC. Фильм не сохранился, есть только несколько фотографий.

Актрисы Джуди Кэмпбелл и Дафна Слейтер исполняют роли Эммы Вудхаус и Гарриет Смит

## В ролях
- Джуди Кэмпбелл[англ.] — Эмма Вудхаус
- Оливер Бёрт — мистер Вудхаус
- Ральф Майкл — мистер Найтли
- Джиллиан Линд — мисс Бейтс
- Джойс Херон[англ.] — Джейн Фэйрфакс
- МакДональд Хобли — Фрэнк Черчилл
- Ричард Хёрндэлл[англ.] — мистер Элтон
- Мэриэн Спенсер — миссис Элтон
- Дафна Слейтер[англ.] — Гарриет Смит